# Sylvain Grenier
Pour les articles homonymes, voir Grenier (homonymie).
Sylvain Grenier (né le 26 mars 1977 à Varennes) est un catcheur (lutteur professionnel) québécois.

## Biographie
Sylvain Grenier a commencé sa carrière en novembre 2000. Il a lutté à la WWE dans divers programmes (ECW, WWE SmackDown et WWE Raw). Il était entraîné par Dory Funk Jr. et Rocky Johnson. Il a formé un duo impopulaire, La Résistance, avec René Duprée (et plus tard, avec Rob Conway).
Depuis octobre 2007, il est commentateur de la TNA pour le réseau RDS, aux côtés de Marc Blondin.
Lorsqu'il fut de la WWE, il retourna au Québec afin de continuer sa carrière qu'il avait commencé à la nCw, l'une des fédérations les plus notables du Québec. Il y gagna notamment le titre par équipe avec son partenaire de la WWE, Robert Conway et y remporte plus tard le titre Québécois en battant Samson. Il le perdit plus tard contre Nova Cain, celui-ci mettant fin à l'invincibilité de Sylvain au Québec.
Depuis son départ de la WWE, il participe à plusieurs événements de lutte au Québec, tel que la nCw, l'Association de Lutte Féminine (en tant qu'invité spécial, le spectacle étant réservé aux femmes), la GEW, la CWC, la ToW (dont il est copropriétaire) et bien d'autres. Il a notamment affronté Abyss de la TNA à la ToW 2 et se retrouvera à nouveau en équipe avec Robert Conway lors de ToW 3, dans un match par équipe. Le match prévu pour la ToW 3 était à la base un triple menace, confrontant Grenier, Conway et Dupree, les trois anciens membres de La Résistance. Mais en raison d'un conflit d'horaire du côté de Dupree, le match a dû être modifié. Il travaille dans le studio de RDS comme commentateur de la TNA

## Palmarès
- Combat Revolution Wrestling
  - CRW Quebec Championship (2 fois)
- Northern Championship Wrestling
  - NCW Quebec Champion (1 fois)
  - NCW Tag Team Championship (1 fois) avec Rob Conway[4]
- Top of the World Wrestling
  - TOW Championship (1 fois)
  - TOW Tag Team Championship (1 fois) avec Rob Conway

- World Wrestling Entertainment
  - WWE World Tag Team Championship (4 fois) avec René Duprée (1) et Rob Conway (3)[5]

- Wrestling Observer Newsletter awards
  - Worst Tag Team (2003) avec René Duprée[6]